# Stefan Wilke
Stefan Wilke (* 8. Oktober 1979 in Dorsten) ist ein deutscher Künstler und Autor. Von 2007 bis 2012 lehrte er Videokunst an der Universität Erfurt. 

## Leben
Wilke studierte in den Jahren 1999 bis 2004 freie Kunst an der Bauhaus-Universität Weimar. In den Jahren 2002 bis 2003 hatte er ein Austauschstipendium am School of the Art Institute of Chicago. Im Anschluss daran erhielt er die Lehrberechtigung an der Universität Erfurt. Von 2007 bis 2010 war er als so genannter Fellow in Residence am Kolleg Friedrich Nietzsche der Klassik Stiftung Weimar. Für das Video »Namibia 2005« wurde ihm 2011 der „The Pot of Etablissement for the Best Work Seen in 2010“ im Rahmen der Brüsseler „Etablissement d’en face“ Projekte zugesprochen. Von 2007 bis 2012 war Wilke Lehrbeauftragter für Videokunst im Fachbereich Kunst an der erziehungswissenschaftlichen Fakultät der Universität Erfurt. Wilke ist Gründungsmitglied des Vereins der Fellows des Kollegs Friedrich Nietzsche.

## Veröffentlichungen
- Das Kontinuum moderner Formen. In: Rüdiger Schmidt-Grépály (Hrsg.): Auf Nietzsches Balkon. Philosophische Beiträge aus der Villa Silberblick Verlag der Bauhaus-Universität Weimar 2009
- Als Herausgeber mit Julia Wagner: Die Glücklichen sind neugierig. Zehn Jahre Kolleg Friedrich Nietzsche, Verlag der Bauhaus-Universität Weimar 2009
- Vier große Vorlesungen von Bazon Brock, gehalten im Kolleg Friedrich Nietzsche. In: Bazon Brock, Mann mit Mission. DVD-Box mit 12 Vorträgen auf 16 DVDs, Verlag und Datenbank für Geisteswissenschaften Weimar 2010
- Moderne und Historizität. Verlag der Bauhaus-Universität Weimar 2011
- Ich im Sucher. Videoselbstportraits im Kunstunterricht als Verstärker der Imagination. In: Claudia Wirsing (Hrsg.): Auf Nietzsches Balkon II. Philosophische Beiträge aus der Villa Silberblick. Verlag der Bauhaus-Universität Weimar 2012
- Opel Astra. Ein Nachtrag zur Philosophie des Kaputt. In: B.-Christoph Streckhardt (Hrsg.): Die Neugier des Glücklichen. Verlag der Bauhaus-Universität Weimar 2012
- Als Regisseur: Hans Heinz Holz: Spekulatives Denken. Vorlesungen zur Geschichte der Philosophie von Parmenides bis Marx. Herausgeber: Zentrum für Kunst und Medien Karlsruhe, Peter Weibel; Absolut Medien 2019

## Ausstellungen
- 2000: "Fratelli in Arte", Vicenza, Italien
- 2001: "Wie konnte das Einhorn die Sintflut überstehen?", Neues Museum Weimar, Weimar
- 2003: "schon itten hat hier brei gegessen oder mazdaznan und die verdauungsstörungen der moderne", Projektraum 205, Weimar
- 2003: "DNA", farm-A, Weimar
- 2004: "Zebra Poetry Film Award", Arsenal Kino 1 + 2, Potsdamer Platz, Berlin
- 2007: "temporäre produzentengalerie", Chemnitzer Begehungen 2007, Chemnitz
- 2009:  "Hoppla! Wir Leben. Eine Bauhaus-Bühnen-Satire" im Rahmen des Bauhaus-Jahres 2009,  Weimar
- 2010:  "Music Reflexion 2010", Konzertreise, Timișoara, Rumänien
- 2011: " Verleihung des "Pot of Etablissement for the best work seen in 2010" durch das Etablissement d’en Face, Brüssel, für die Video-Arbeit "Namibia 2005"
- 2011:  "CELLULOID BRUSHES: AN ANTHOLOGY OF THE FILMIC PERCEPTION OF THE ARTIST FROM 1267 TILL TODAY & 55 FILM POSTERS BY 55 ARTISTS.", Etablissement d'en face projects, Brüssel
- 2012: "CELLULOID BRUSHES: AN ANTHOLOGY OF THE FILMIC PERCEPTION OF THE ARTIST FROM 1267 TILL TODAY & 55 FILM POSTERS BY 55 ARTISTS.", Witte de With Center for Contemporary Art, Rotterdam
- 2012: "Ex Thuringia Lux – Video für einen Kammermusikkompositionswettbewerb bei den XIII. Weimarer Frühjahrstage für zeitgenössische Musik", Weimar
- 2013: "Celluloid Brushes: An Anthology of the Filmic Perception of the Artist from 1942 till Today", MINI/Goethe-Institut Curatorial Residencies Ludlow 38, New York